# 双萼景天
双萼景天（学名：Sedum didymocalyx）为景天科景天属的植物，为中国的特有植物。分布在中国大陆的四川等地，生长于海拔4,400米至4,700米的地区，常生于高山草地上，目前尚未由人工引种栽培。